# Phillip Hughes (cricket)
Pour les articles homonymes, voir Phillip Hughes.
Phillip Joel Hughes est un joueur de cricket international australien né le 30 novembre 1988 à Macksville et mort le 27 novembre 2014 à Sydney après avoir été percuté dans le cou par une balle de cricket lors d'un match. Ce batteur (ouvreur, c'est-à-dire l'un des deux premiers batteurs de la manche) à la technique peu conventionnelle débute en 2007 avec l'équipe de Nouvelle-Galles du Sud avant d'être sélectionné pour la première fois en Test cricket avec l'Australie en 2009, à l'âge de vingt ans.

## Biographie

### Jeunesse et début de carrière
Phillip Hughes naît le 30 novembre 1988 à Macksville, en Nouvelle-Galles du Sud, où ses parents possèdent une plantation de bananes. Enfant, il s'entraîne systématiquement au cricket après l'école. Considérant que son fils a du potentiel, son père, Greg, achète une machine qui effectue des lancers.
il était aussi un joueur talentueux et prometteur de rugby à 13. Il a joué au côté de Greg Ingliss, qui est resté un de ses fidèles amis.
Après avoir été sélectionné au sein de l'équipe d'Australie des moins de 19 ans, il signe son premier contrat avec l'équipe de Nouvelle-Galles du Sud pour la saison 2007-2008. Il fait ses débuts en first-class cricket contre la Tasmanie en novembre 2007. Cette saison-là, il devient le plus jeune joueur à réussir un century en finale de la Pura Cup, avec un score de 116 courses. Au cours de sa deuxième saison en Sheffield Shield (ancienne Pura Cup), il marque 891 courses à la moyenne à la batte de 74,25, avec quatre centuries.

### Débuts internationaux et record
Titulaire d'un des deux postes d'ouvreur en équipe d'Australie depuis le début de la décennie, Matthew Hayden annonce sa retraite internationale en janvier 2009 après avoir été en difficulté au cours de ses derniers matchs internationaux. Les sélectionneurs doivent alors désigner un nouveau partenaire à Simon Katich. Phillip Hughes, qui ne dispute que sa deuxième édition du Sheffield Shield, fait partie des favoris des médias pour le rôle au même titre que des joueurs plus expérimentés tels que Phil Jaques ou Chris Rogers. Alors qu'il ne reste qu'un seul tour du Sheffield Shield avant l'annonce de la liste des sélectionnés pour la tournée en Afrique du Sud qui débute février 2009, Katich, par ailleurs capitaine de Hughes et Jaques en Nouvelle-Galles du Sud, laisse ses deux coéquipiers ouvrir contre la Tasmanie pour leur laisser une dernière possibilité de s'illustrer à ce poste. Hughes réussit dans la première manche de la partie un total de 151 courses, son quatrième score score supérieur à 100 cette saison-là. C'est lui qui est appelé dans le groupe pour le voyage à venir.
Il dispute ainsi son premier test-match contre l'Afrique du Sud, réalisant des scores de 0 et 75. Dans le second match de la série de trois, il réalise deux centuries, 115 et 160 courses. À 20 ans, il est le plus jeune joueur de l'histoire à marquer un century au cours des deux manches d'un test-match, battant un record établi par George Headley soixante-dix-neuf ans plus tôt.

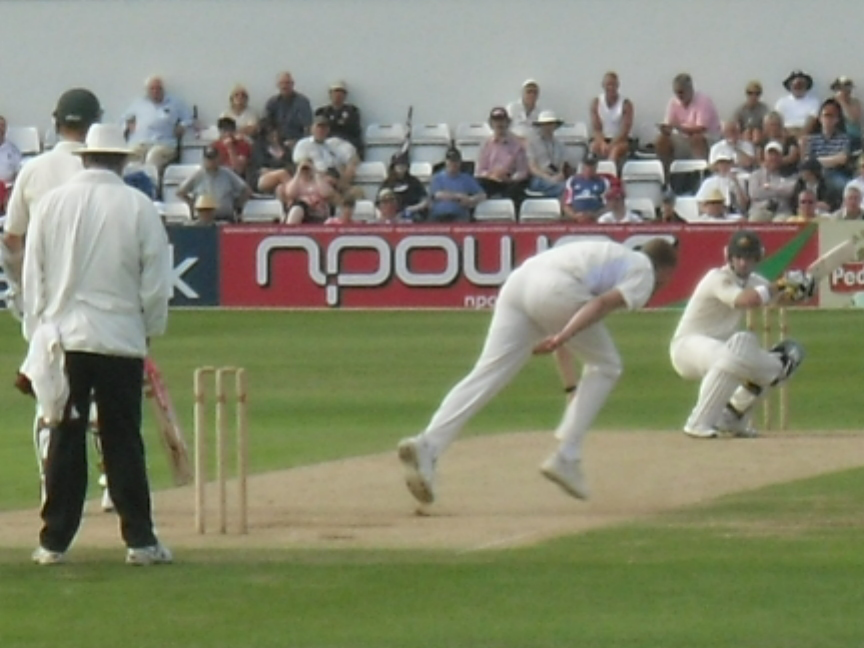
Hughes (au fond) esquive un lancer court anglais pendant les Ashes, en 2009. Ce type de lancers lui cause alors des difficultés.

Il participe au début de la saison anglaise 2009 avec le Middlesex. En cinq manches dans la division 2 du County Championship, il totalise 574 courses. Il est sélectionné pour affronter l'équipe d'Angleterre au cours des Ashes, dont l'Australie est tenante du titre. En trois manches, au cours des deux premiers matchs de la série, il ne marque que 57 courses et est souvent en difficulté contre les lancers courts anglais. Il est écarté et ne dispute aucun des trois derniers matchs de la série, Shane Watson ayant pris sa place.

### Suite de sa carrière
Pendant les deux années qui suivent, les sélectionneurs australiens utilisent Simon Katich et Shane Watson comme ouvreurs, et Hughes n'est appelé qu'en cas de blessure de l'un d'eux. En janvier 2010, Katich ne peut participer à un test-match contre le Pakistan, au Sydney Cricket Ground. En mars, c'est Watson qui est absent lors d'une rencontre contre la Nouvelle-Zélande. Enfin, fin décembre 2010 et en janvier 2011, Katich est victime d'une rupture du tendon d'Achille, ce qui permet à Hughes de disputer les trois dernières rencontre des Ashes, à domicile. Il a jusqu'alors marqué peu au cours de la saison australienne et manque de confiance, et échoue à réaliser des scores significatifs. Il se ressaisit en fin de saison avec la Nouvelle-Galles du Sud, réussissant un century contre l'Australie-Occidentale puis, en finale du Sheffield Shield, 138 courses contre la Tasmanie. En juillet 2011, il participe avec l'équipe réserve de l'Australie à une tournée au Zimbabwe et réalise deux nouveaux centuries en deux rencontres first-class.

### Mort, conséquences et hommages

En violet, trajectoire d'un en (« rase-tête »), le type de lancer ayant causé la mort de Phillip Hughes : la balle, rebondissant relativement loin du batteur, passe au niveau du haut du corps ou de la tête du joueur.

Le 25 novembre 2014, au début du dernier tour de matchs de Sheffield Shield, avant l'annonce de la liste des joueurs amenés à affronter l'Inde lors d'un test-match qui doit débuter début décembre. Le capitaine de l'équipe d'Australie Michael Clarke risquant de devoir déclarer forfait pour cause de blessure, Hughes est l'un des batteurs qui doit profiter de l'opposition entre la Nouvelle-Galles du Sud et son équipe d'Australie-Méridionale au Sydney Cricket Ground pour être essayer d'être sélectionné. Au cours du premier jour de jeu, alors que son score individuel à la batte est de 63 courses et malgré son casque, il est touché au cou par la balle à la suite d'un lancer de Sean Abbott. Il s'écroule sur le terrain. Il est transféré en hélicoptère à l'hôpital Saint-Vincent de Sydney. Son artère vertébrale est ouverte et inonde son cerveau. Opéré, il est ensuite placé dans un coma artificiel.
La partie entre la Nouvelle-Galles du Sud et l'Australie-Méridionale est abandonnée dès que l'accident survient, et, le jour qui suit, la fédération et le syndicat des joueurs décident qu'il en soit de même pour les autres rencontres ayant débuté au même moment. Outre sa famille, défilent au chevet de Phillip Hughes de nombreux joueurs et anciens joueurs, incluant Michael Clarke, dont il est un ami, et l'entraîneur de l'équipe nationale Darren Lehmann. Certains font même le voyage depuis d'autres États australiens. Le 27 novembre, le médecin de la sélection annonce que Phillip Hughes est mort des suites de sa blessure, à l'âge de 25 ans. Selon lui, ce genre d'accident est extrêmement rare, même en dehors du cricket. Clarke est chargé de lire le communiqué rédigé par la famille Hughes. En signe de deuil, la rencontre de préparation de l'équipe d'Inde contre des joueurs australiens qui devait se tenir les 28 et 29 novembre est alors annulée. Dans le même temps, le deuxième jour du test-match que se disputent le Pakistan et la Nouvelle-Zélande à cette période est abandonné, et la fin de la partie repoussée d'une journée.
Des anonymes, des joueurs et anciens joueurs mais aussi des clubs sportifs et fédérations de diverses régions du monde lui rendent alors hommage en postant leurs battes de cricket à l'extérieur de leurs habitations ou bâtiments et, pour certains, les prennent en photo qu'ils publient sur internet. Le 28 novembre, la version australienne du moteur de recherche Google leur emboite le pas en faisant figurer un dessin de batte appuyée contre un mur sur sa page d'accueil. Les quotidiens australiens lui consacrent leur une et leur dernière page. Dans les matchs entre équipes junior, alors qu'il est d'usage pour les batteurs de céder leur place à un coéquipier après avoir marqué 50 courses, les jeunes joueurs australiens sont autorisés à aller jusqu'à 63, son dernier score, le week-end qui suit son décès. Des minutes de silence sont observées par des équipes australiennes dans divers sports. Son numéro de maillot en ODI, le 64, est retiré par la fédération australienne à la demande de Michael Clarke.
Plusieurs milliers de personnes assistent à ses funérailles, qui se tiennent le 3 décembre à Macksville, sa ville natale. S'y rendent des personnalités politiques, notamment le premier ministre d'Australie Tony Abbott, celui de Nouvelle-Galles du Sud Mike Baird et le chef de l'opposition Bill Shorten. Y participent également d'anciens joueurs tels que Brian Lara ou Shane Warne, tandis que l'équipe d'Inde est représentée par son capitaine par intérim Virat Kohli et son entraîneur Duncan Fletcher. La cérémonie est retransmise en direct par cinq réseaux de télévision, incluant quatre des cinq émettant en clair dans le pays, et diffusée sur écrans géants dans plusieurs stades.

## Bilan sportif

### Principales équipes
| Équipe nationale                   | Test                  | ODI                   | Twenty20              |
| ---------------------------------- | --------------------- | --------------------- | --------------------- |
| Australie                          | 2009- 2013            | 2013- 2014            | 2014                  |
| Autre équipe                       | First-class           | List A                | Twenty20              |
| Nouvelle-Galles du Sud (Australie) | 2007-2008 2011- 2012  | 2007- 2008 2011- 2012 | 2007- 2008 2010- 2011 |
| Middlesex (Angleterre)             | 2009                  | 2009                  | 2009                  |
| Hampshire (Angleterre)             | 2010                  | 2010                  | 2010                  |
| Worcestershire (Angleterre)        | 2012                  | 2012                  | 2012                  |
| Australie-Méridionale (Australie)  | 2012- 2013 2014- 2015 | 2012- 2013 - 2014     | 2012- 2013 - 2014     |
| Adelaide Strikers (Australie)      | 2012- 2013            | 2013- 2014            | 2013- 2014            |

### Statistiques
Lors de son deuxième test-match, face à l'Afrique du Sud, en 2009, Hughes devient le plus jeune joueur de l'histoire à marquer un century dans chacune des deux manches d'une rencontre de ce format de jeu. Il bat ainsi un record vieux de soixante-dix-neuf ans et établi par George Headley (Indes occidentales) contre l'Angleterre.

## Style de jeu

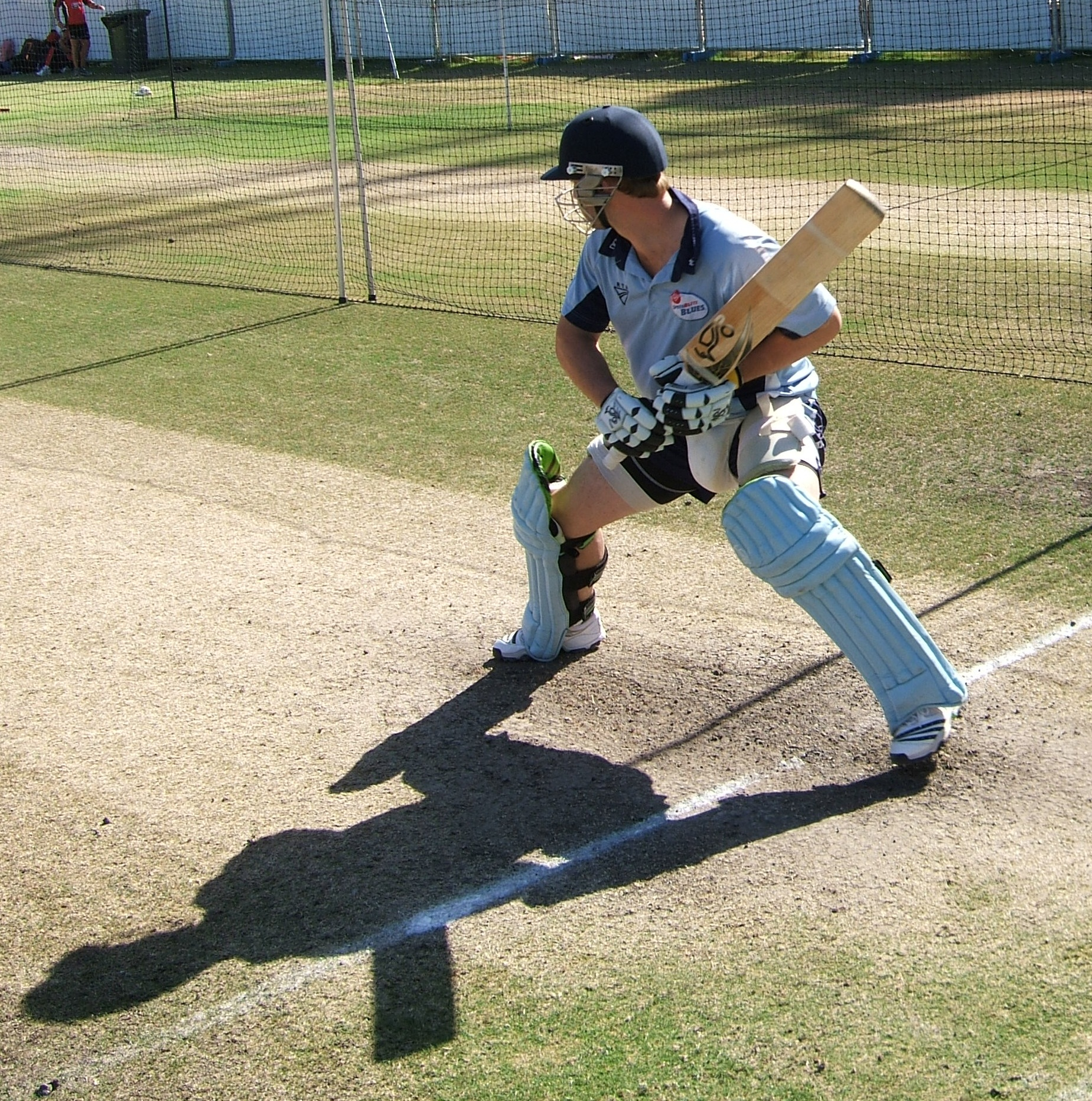
Phillip Hughes à l'entraînement.

Hughes est un batteur gaucher utilisé en tant qu'ouvreur, c'est-à-dire qu'il est l'un des deux premiers batteurs de la manche de son équipe. Sa technique est singulière. Après ses débuts internationaux pourtant réussis, en 2009 contre l'Afrique du Sud, il la modifie pour la rendre plus traditionnelle mais échoue face aux lanceurs anglais, lors des Ashes de la même année. Toujours peu efficace lors des Ashes en 2010-2011, il reçoit l'aide de son mentor, Neil D'Costa, et préfère essayer de réussir avec sa technique peu orthodoxe.
L'un de ses mouvements favoris est le « cut ». L'une des spécificités de son jeu repose sur ce coup. Un batteur a le corps globalement de profil par rapport à la direction d'un lancer, les épaules tournées vers le lanceur. Face aux lancers courts, qui, après le rebond, se dirigent vers le haut de son corps, Hughes a la particularité de reculer pour envoyer la balle devant lui en utilisant le cut, plutôt que d'éviter la balle ou de pivoter pour la taper derrière lui,.

## Honneurs
- Meilleur joueur du Sheffield Shield à l'issue de la saison 2008-2009.
- Meilleur joueur de l'équipe de Nouvelle-Galles du Sud (Médaille Steve Waugh) à l'issue de la saison 2008-2009[34].
- Meilleur jeune joueur australien (Bradman Young Cricketer of the Year) à l'issue de la saison 2008-2009, après avoir marqué 1405 courses dans les compétitions nationales au cours des 12 mois précédents[35].
- Meilleur joueur des compétitions nationales australiennes (Domestic Player of the Year) à l'issue de la saison 2012-2013, avec 33,80 % des votes de ses pairs et après avoir marqué 1108 courses toutes compétitions confondues au cours des 12 mois précédents[36].